# Drosera menziesii
Drosera menziesii este o specie de plante carnivore din genul Drosera, familia Droseraceae, ordinul Caryophyllales, descrisă de Robert Brown și Dc..
Este endemică în:
- Ashmore-Cartier Is..
- Western Australia.

## Subspecii
Această specie cuprinde următoarele subspecii:
- D. m. basifolia
- D. m. menziesii
- D. m. penicillaris
- D. m. thysanosepala

## Galerie

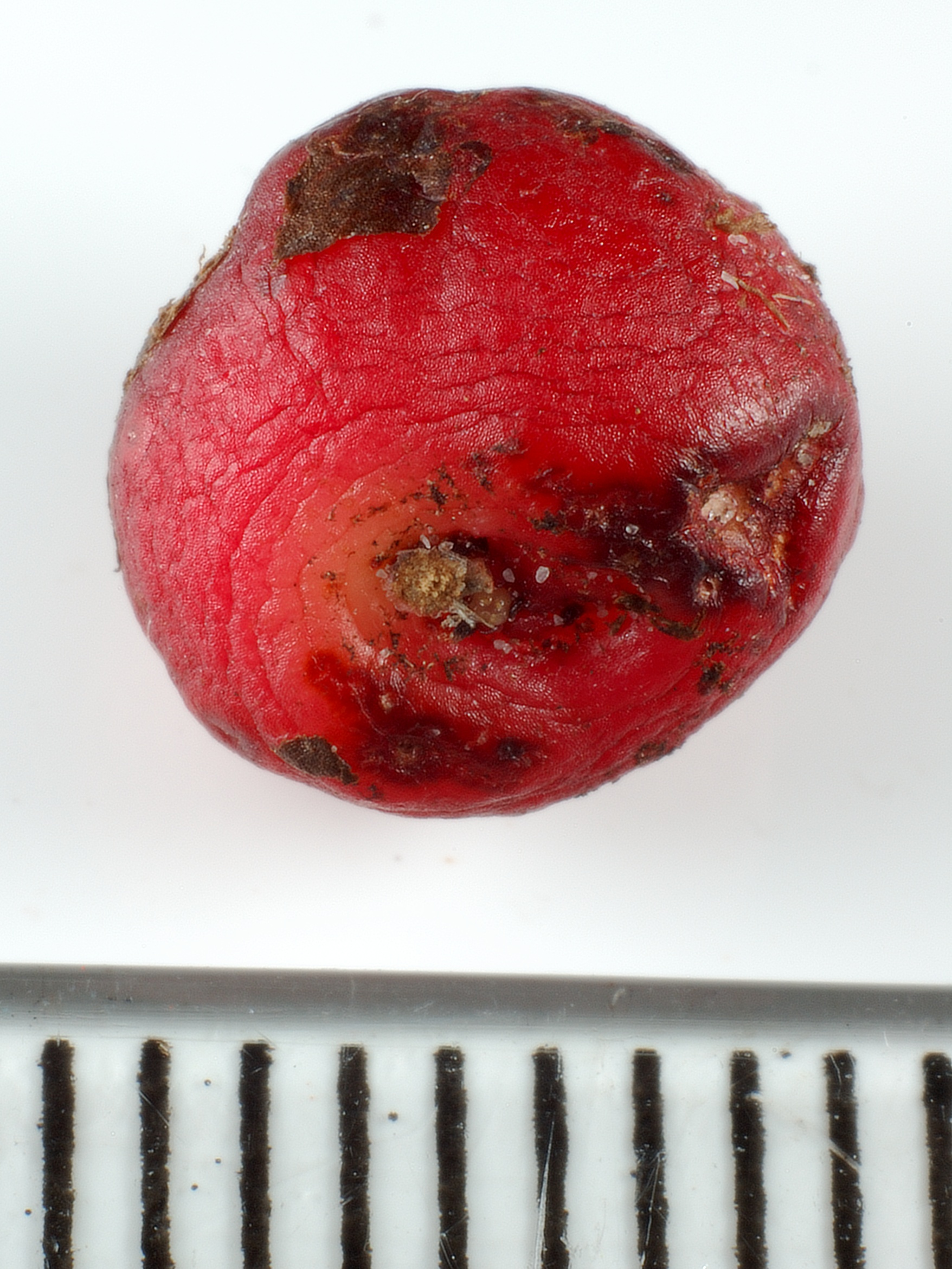
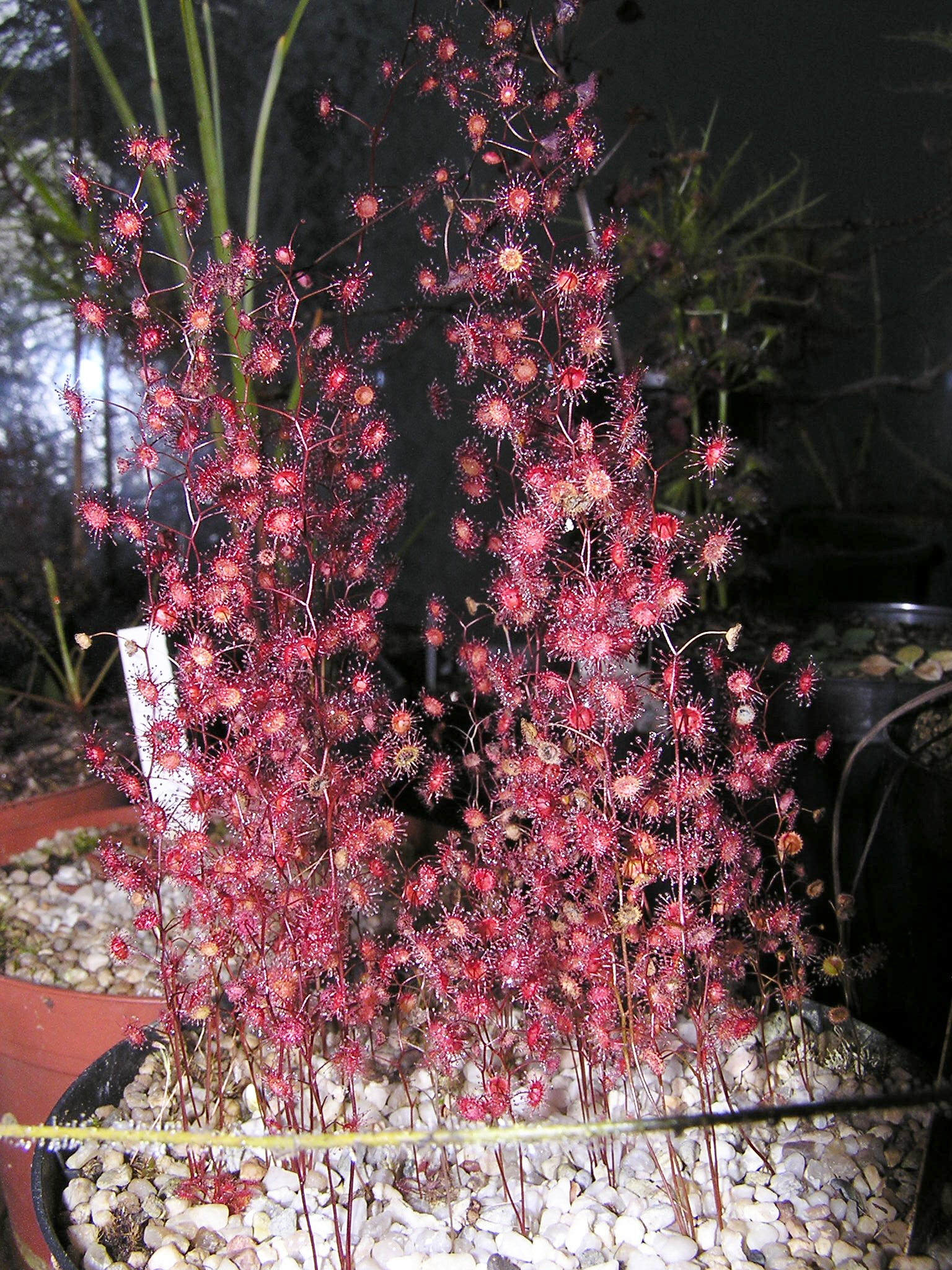
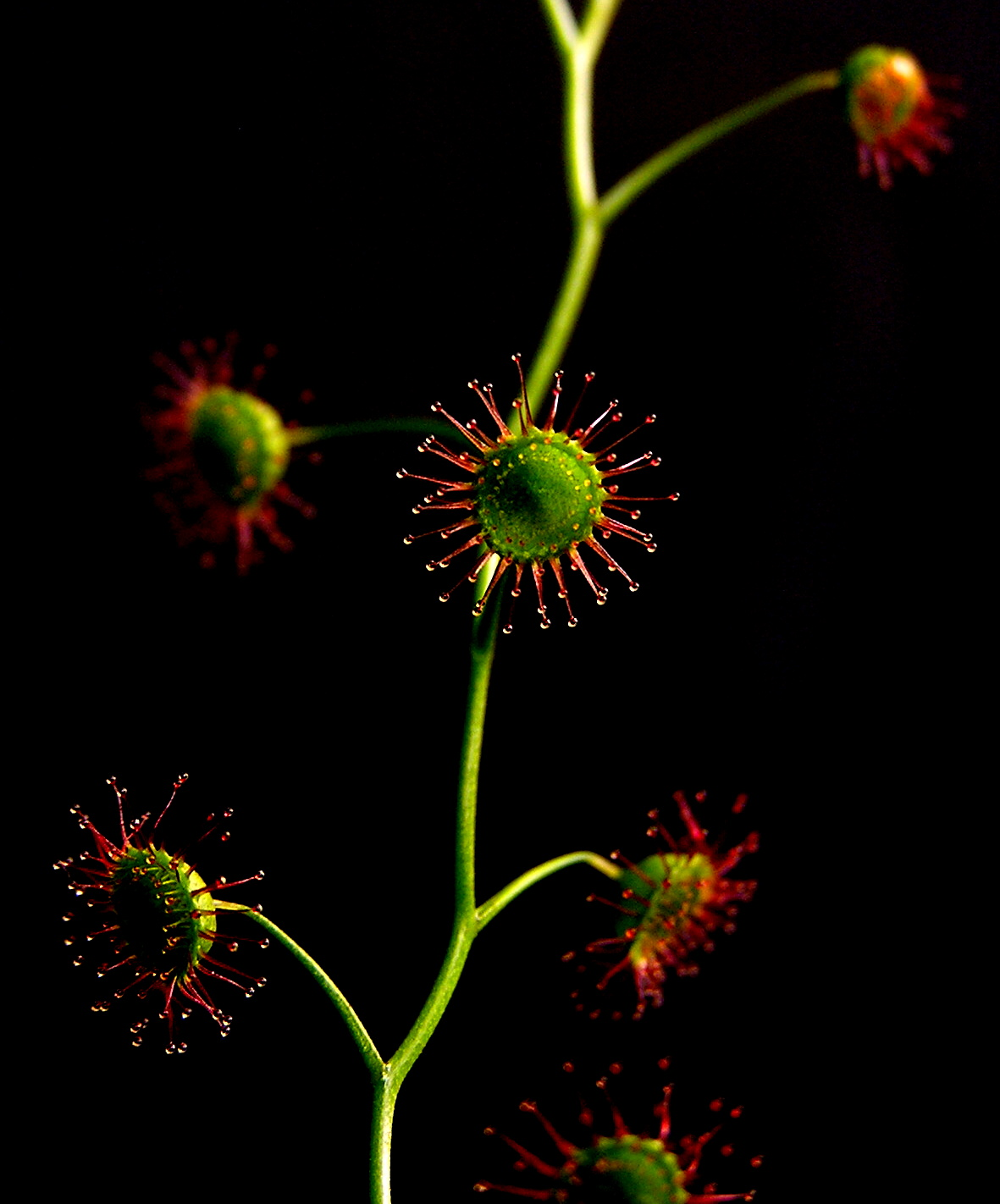
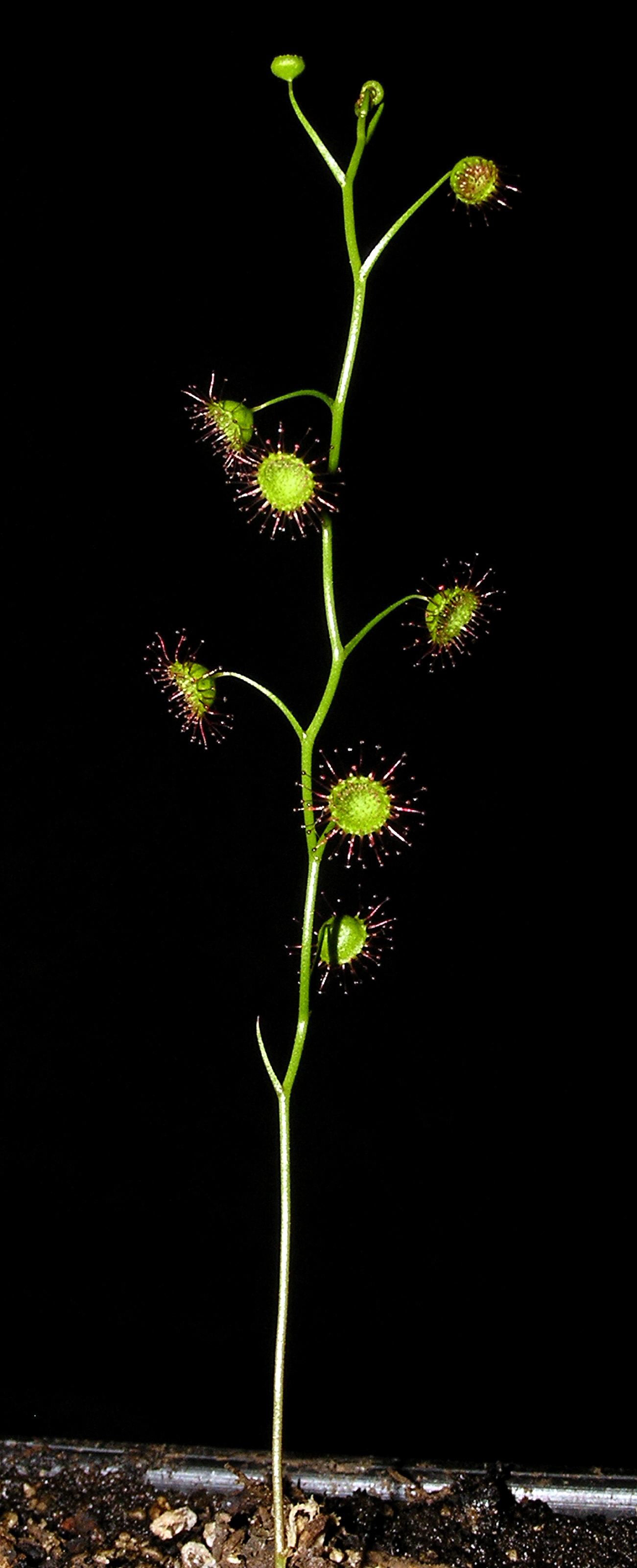
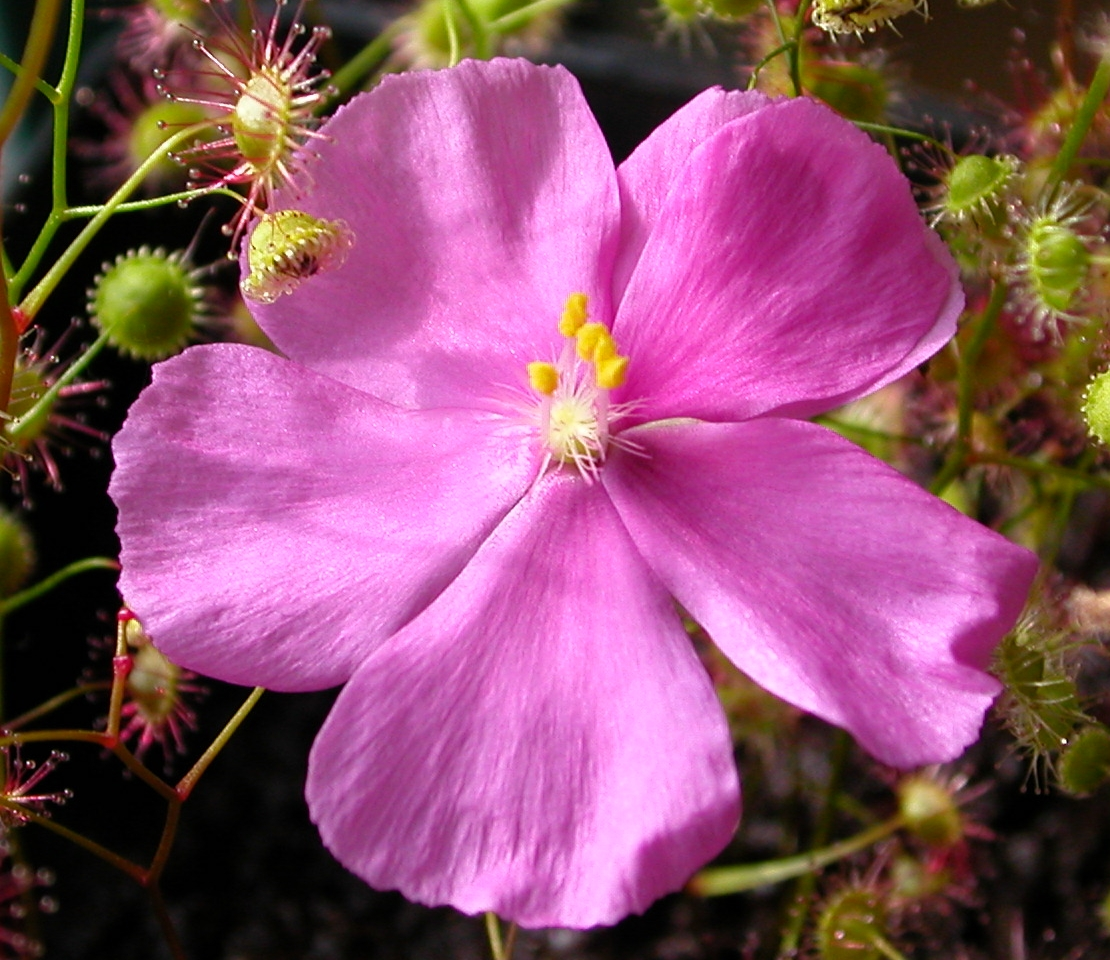
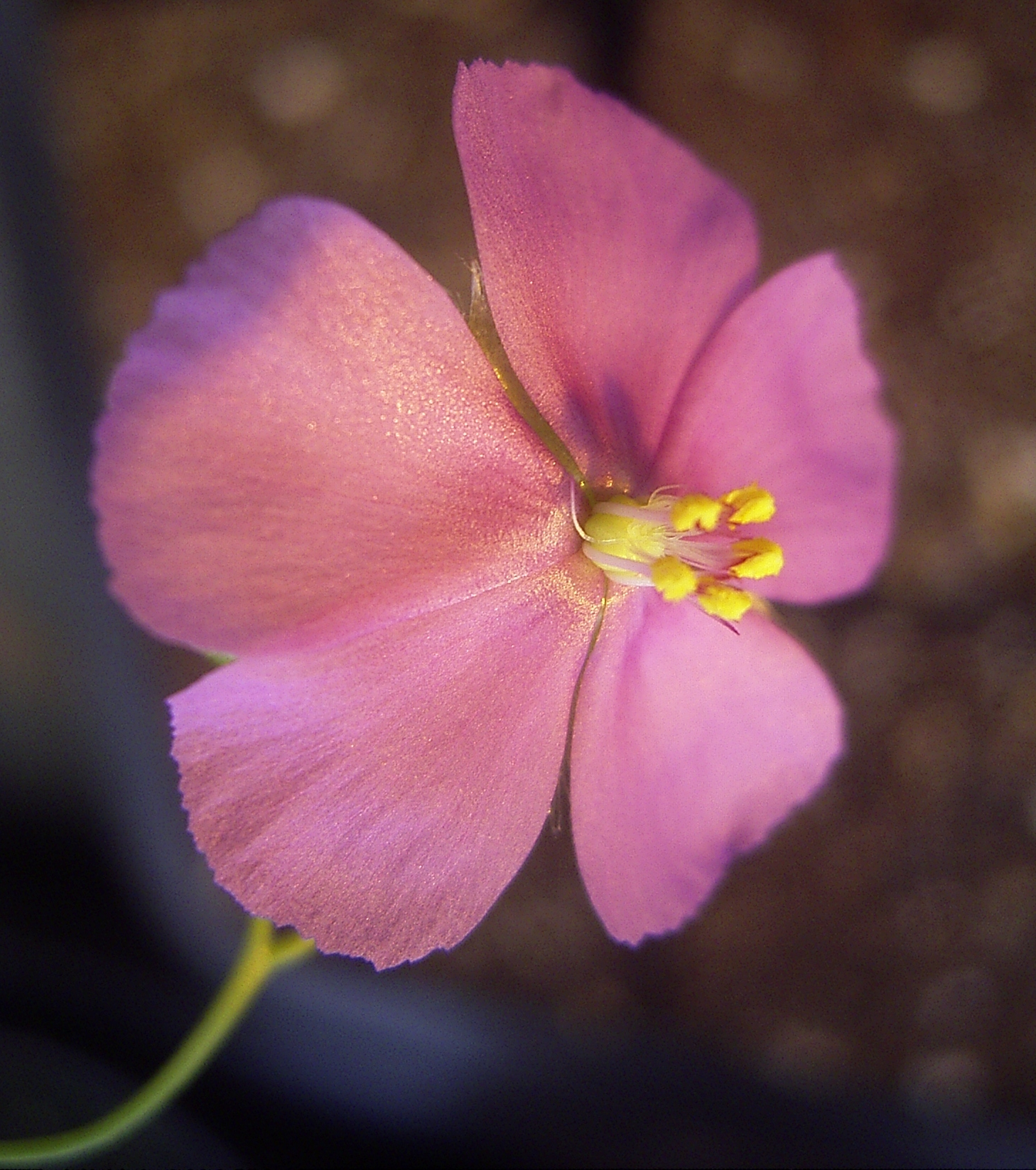